# 彼得·柴可夫斯基与强力集团

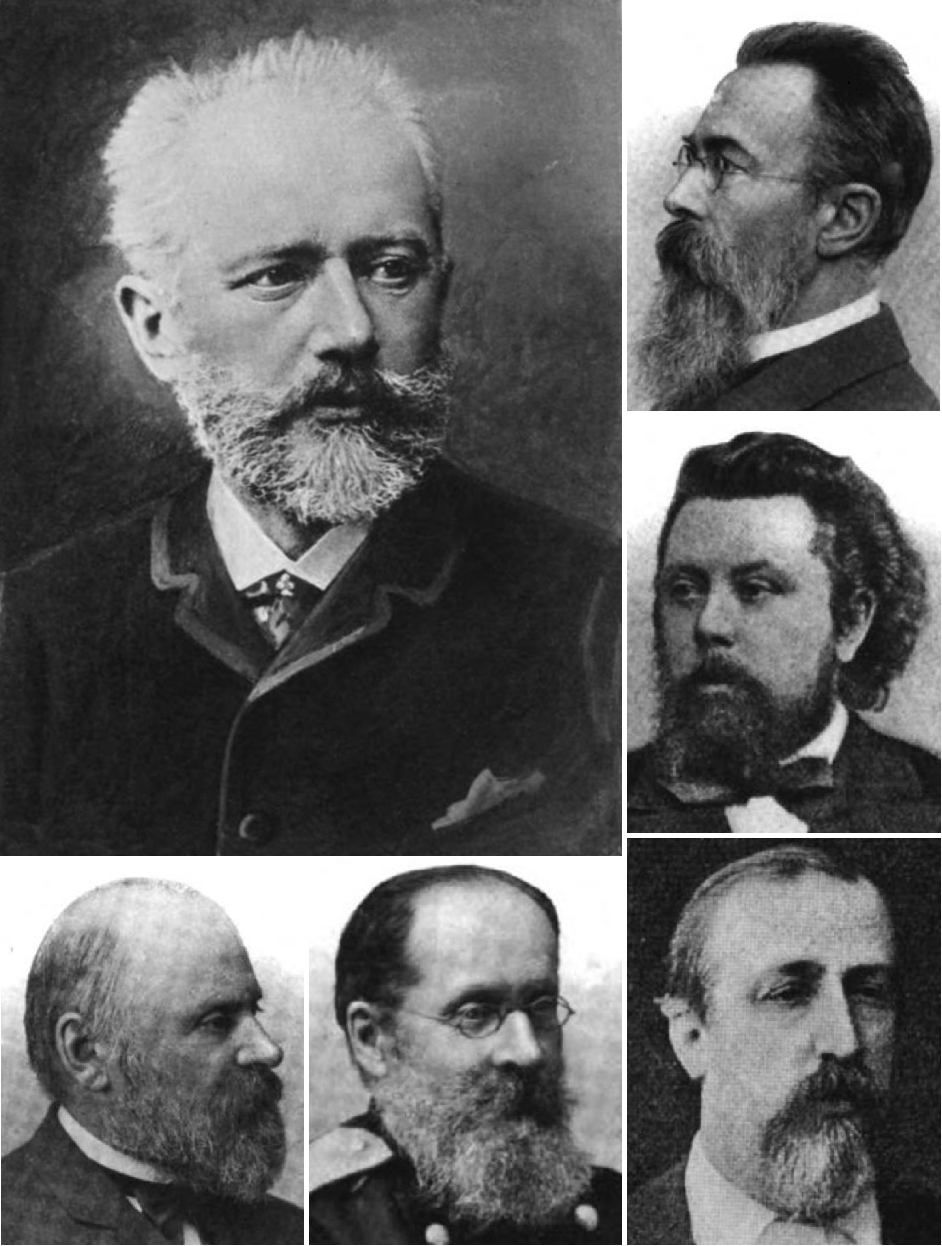
彼得·伊里奇·柴可夫斯基（左上）和强力集团（左下开始逆时针）：米利·巴拉基列夫、策扎尔·居伊、亚历山大·鲍罗丁、莫杰斯特·穆索尔斯基及尼古拉·里姆斯基-科萨科夫

19世纪中后期的俄罗斯，彼得·伊里奇·柴可夫斯基和被称为强力集团的作曲家圈子对于俄罗斯古典音乐应该按照西方还是本土的指导原则创作有着不同的看法。柴可夫斯基希望写出高质量的专业作品，使其经得起西方的检验，从而超越民族的障碍，但在旋律、节奏和其他作曲特点上仍保持俄罗斯的特色。由作曲家米利·巴拉基列夫、亚历山大·鲍罗丁、策扎尔·居伊、莫杰斯特·穆索尔斯基和尼古拉·里姆斯基-科萨科夫组成的强力集团，力图创作出一种特殊的俄罗斯艺术音乐，而不是模仿欧洲老式的音乐或依赖欧洲式的音乐学院训练。虽然柴可夫斯基本人在他的一些作品中使用了民歌，但在大多数情况下，他试图遵循西方的作曲指导原则，特别是在调性和调性发展方面。另外，与柴可夫斯基不同的是，强力集团中没有人受过作曲方面的学术训练；事实上，他们的领袖巴拉基列夫认为学术主义是对音乐想象力的威胁。巴拉基列夫与支持强力集团的评论家弗拉基米尔·斯塔索夫一起，对柴可夫斯基的母校圣彼得堡音乐学院及其创始人安东·鲁宾斯坦进行了口头和书面的无情攻击。
由于柴可夫斯基已成为鲁宾斯坦最著名的学生，他起初被认为是自然的攻击目标，尤其是作为居伊出版的评论的素材。1867年鲁宾斯坦离开圣彼得堡乐坛后，这种态度略有改变。1869年，柴可夫斯基与巴拉基列夫建立工作关系；结果是柴可夫斯基第一部公认的杰作：幻想序曲《罗密欧与朱丽叶》，强力集团全心全意地接受这部作品。当柴可夫斯基为里姆斯基·科萨科夫的《塞尔维亚主题幻想曲》写了一篇正面的评论时，尽管有人担心他的音乐背景的学术性，但还是欢迎他加入这个圈子。他的第二交响曲（副标题“小俄罗斯”）的终曲，在1872年的首演后也受到集团的热烈好评。
柴可夫斯基与强力集团中的大多数人保持着友好的关系，但从不亲近，对他们的音乐抱着褒贬不一的态度；他们的目标和审美与他的不一致。他努力确保自己在音乐上的独立，不受他们和音乐学院保守派的影响，部分原因是他接受了安东的弟弟尼古拉·鲁宾斯坦提供给他的莫斯科音樂學院教授职位。当里姆斯基·科萨科夫获得圣彼得堡音乐学院的教授职位时，他向柴可夫斯基寻求建议和指导。后来，当里姆斯基·科萨科夫因改变对音乐教育的态度和自己对音乐的深入研究而受到同胞们的压力时，柴可夫斯基继续在道义上支持他，告诉他，他完全赞赏他的所作所为，并钦佩他在艺术上的谦逊和人格力量。19世纪80年代，在强力集团成员分道扬镳后很久，另一个叫别利亚耶夫圈子的集团接替了他们的位置。柴可夫斯基与这个团体的主要成员（亚历山大·格拉祖诺夫、阿纳托利·利亚多夫，以及当时的里姆斯基·科萨科夫）关系密切。

## 序幕：日益激烈的辩论
除了米哈伊尔·格林卡成为第一位“真正的俄罗斯”作曲家外，在1840年柴可夫斯基生日之前，俄罗斯本土的音乐只有民间音乐和圣乐；俄罗斯正教会对世俗音乐的禁止有效地扼杀了它的发展。从19世纪30年代开始，俄国知識階層就在争论：艺术家在借鉴欧洲文化时，是否定了自己的俄罗斯性，还是为更新和发展俄罗斯文化采取了重要措施。有两个群体试图回答这个问题。斯拉夫主义者将彼得大帝之前的俄罗斯历史理想化，并声称俄罗斯拥有独特的文化，植根于拜占庭，由俄罗斯正教会传播。西方派（俄语：За́падник）则称赞彼得是爱国者，他想改革自己的国家，使之与欧洲接轨。他们放眼未来，认为俄罗斯虽年轻、缺乏经验，但有潜力通过向欧洲借贷并将其负债转化为资产，成为最先进的欧洲文明。
1836年，格林卡的歌剧《为沙皇献身》在圣彼得堡首演。这是知识阶层期盼已久的一件大事。这部歌剧是首次俄国作曲家构思的规模宏大的歌剧，基于俄语文本，充满爱国主义色彩。它的情节完全符合尼古拉一世指定的的官方民族理论，从而确保了帝国的认可。在形式和风格上，《献身》很像一部意大利歌剧，但也表现出复杂的主题结构和大胆的配器。它是第一部进入俄国剧目的悲剧歌剧，结尾处伊凡·苏萨宁的死亡强调并增加了贯穿全剧的爱国主义精神。（在卡沃斯的同名歌剧中，伊万在最后一刻幸免于难。）这也是第一部音乐贯穿始终，没有口语对话的俄罗斯歌剧。此外——这也是这部作品令同时代人惊奇的地方——音乐中包含民歌和俄罗斯的民族成语，并被融入到戏剧中。格林卡使用民歌的意图是反映歌剧中流行人物的存在，而不是公开尝试民族主义。它们在歌剧中也没有发挥主要作用。然而，尽管对格林卡使用“马车夫音乐”有一些贬低的评论，《献身》还是很受欢迎，是俄罗斯第一部获得永久剧目地位的歌剧。
具有讽刺意味的是，罗西尼的《賽密拉米德》在同季早些时候的成功使《献身》得以上演，几乎是原班人马。尽管《献身》获得了成功，但《赛密拉米德》的风波却引起人们对意大利歌剧的热烈追捧。这对俄国歌剧，尤其是对格林卡的下一部歌剧《鲁斯兰与柳德米拉》（1842年制作）来说，是一次挫折。它的失败促使格林卡离开俄罗斯之后他在流亡中去世。

## 划分阵营
尽管格林卡受到国际上的关注，包括李斯特和柏辽兹对他的音乐的赞赏，以及后者将他称赞为“当时杰出的作曲家之一”，但俄国贵族仍然只关注外国音乐。音乐本身受到阶级结构的束缚，除了在公共生活中发挥一点作用外，仍然被认为是贵族的特权。贵族们花费巨资在音乐表演上供他们独享，并接待克拉拉·舒曼和弗朗茨·李斯特等访问艺术家，但没有持续的音乐会协会，没有评论性的媒体，也没有热切期待新作品的公众。音乐教育水平亦不高。一些城市有私人教师，但他们往往训练不足。任何希望获得高质量教育的人都必须到国外去。作曲家和钢琴家安东·鲁宾斯坦于1859年成立俄国音乐协会，三年后又成立圣彼得堡音乐学院，这些都是朝着改善当时情况迈出的一大步，但也被证明是极具争议的。在这群人中，有一位名叫彼得·伊里奇·柴可夫斯基的年轻法务员。

### 柴可夫斯基

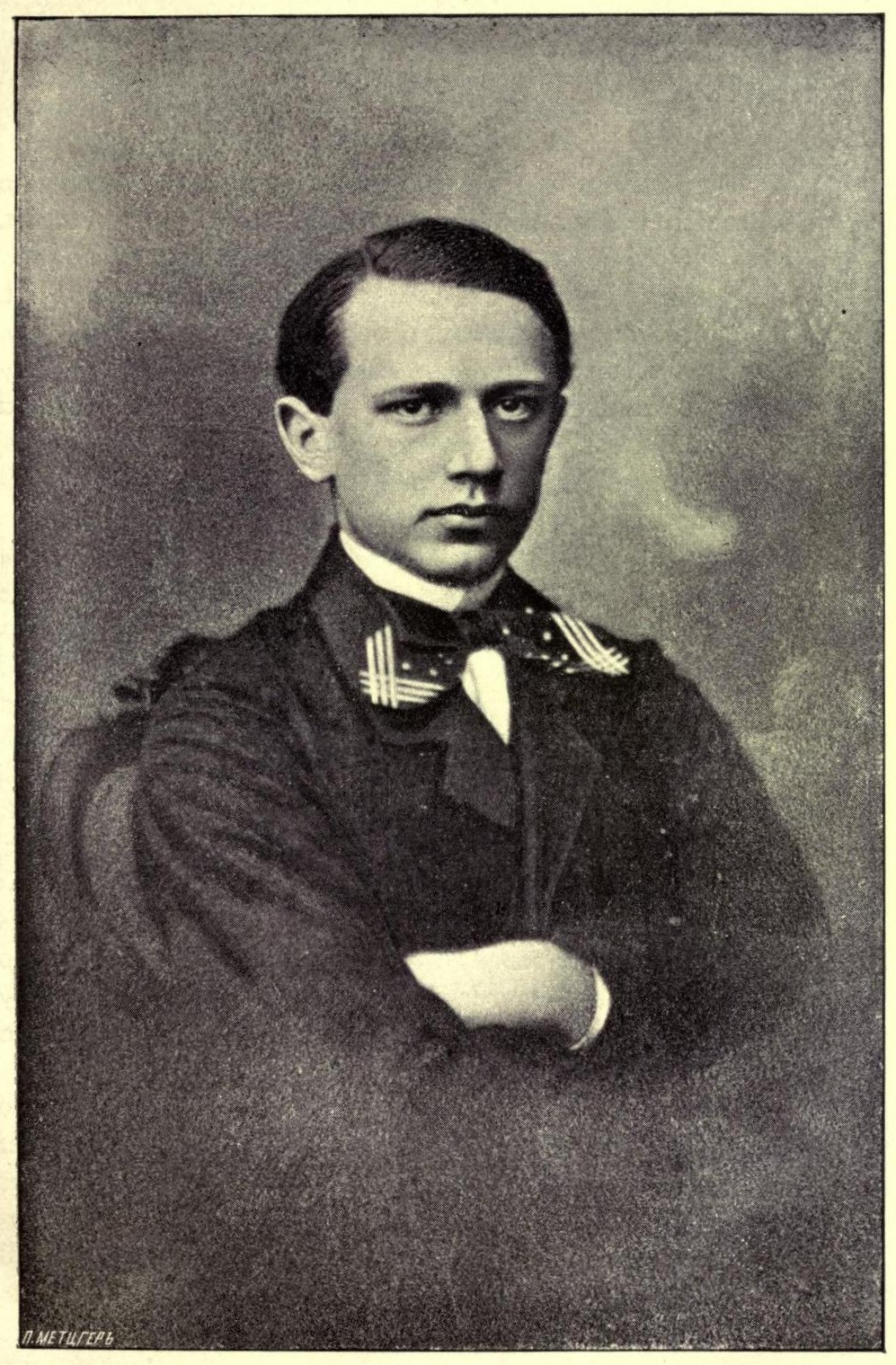
青少年时期的柴可夫斯基

柴可夫斯基1840年出生于沃特金斯克，即今乌德穆尔蒂亚的一个小镇，原为俄罗斯帝国维亚特卡省。他是个早熟的学生，5岁开始学钢琴，3年内就能像老师一样熟练地读懂音乐。然而，父母对他音乐天赋的热情很快就冷却了。1850年，家里决定送柴可夫斯基到圣彼得堡的帝国法学学校学习。这所学校主要服务于较低级的贵族或贵族，并将为他的公务员生涯做准备。由于录取的最低年龄是12岁，柴可夫斯基被家人送到圣彼得堡的帝国法学学校预科学校寄宿，这里离他在阿拉帕耶夫斯克的家有800英里（1,300）。柴可夫斯基到录取的年龄后，就被转到帝国法学学校开始七年的学习。
在学校里，音乐并不是重点，但柴可夫斯基经常和其他学生一起去看戏和歌剧。他喜欢罗西尼、贝利尼、威尔第和莫扎特的作品。钢琴制造商弗兰茨·贝克尔偶尔会来学校担任象征性的音乐教师。这是柴可夫斯基在那里接受的唯一的正式音乐指导。从1855年起，柴可夫斯基的父亲伊利亚·柴可夫斯基出资向纽伦堡著名的钢琴教师鲁道夫·昆丁格（德語：Rudolph Kündinger）请求私人课程，并向昆丁格询问儿子的音乐生涯。昆丁格回答说，没有任何迹象表明他是潜在的作曲家或优秀的演奏家。柴可夫斯基被要求完成学业，然后去司法部尝试找到职位。
1859年5月25日，柴可夫斯基以挂名顾问的身份毕业，这在公务员的阶梯上是很低的一阶。6月15日，他被任命到圣彼得堡的司法部工作。六个月后，他成为初级助理，两个月后，成为高级助理。柴可夫斯基在三年的公务员生涯中一直在那里工作。
1861年，柴可夫斯基参加俄国音乐协会举办的、由尼古拉·扎连巴教授的音乐理论班。一年后，他跟随扎连巴到圣彼得堡音乐学院学习。柴可夫斯基不愿放弃部里的职务，“直到我十分确定自己注定要成为音乐家而不是公务员”。1862年至1865年，他跟扎连巴学习和声、对位法和赋格，鲁宾斯坦则教他配器法和作曲。1863年，他放弃公务员生涯，全日制学习音乐，并于1865年12月毕业。

### 强力集团
1855年圣诞节前后，俄国富有的业余评论家亚历山大·乌雷贝舍夫和他18岁的徒弟米利·巴拉基列夫拜访了格林卡，当时据说巴拉基列夫正在成为伟大的钢琴家。巴拉基列夫为格林卡演奏了他的《为沙皇献身》主题幻想曲。格林卡惊喜万分，称赞巴拉基列夫是一位前途光明的音乐家。

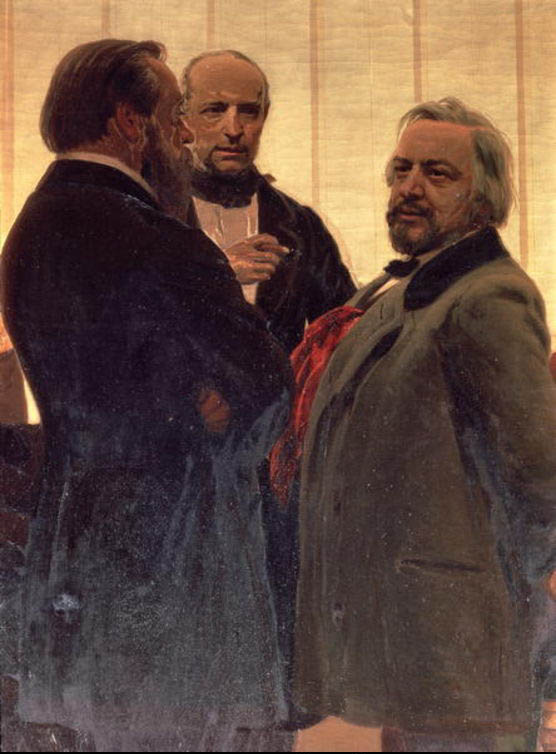
米利·巴拉基列夫、弗拉基米尔·奥多耶夫斯基和米哈伊尔·格林卡的画像（从左至右），伊利亚·列宾绘

1856年，巴拉基列夫和批评家弗拉基米尔·斯塔索夫公开宣扬俄罗斯艺术的民族主义纲领，开始召集年轻作曲家，通过他们传播思想，获得追随者。当年首先与他们见面的是专门研究防御工事科学的军官策扎尔·居伊。1857年，普列奥布拉任斯基团军官莫杰斯特·穆索尔斯基加入他们；1861年，海军学员尼古拉·里姆斯基-科萨科夫加入他们；1862年，化学家亚历山大·鲍罗丁加入他们。巴拉基列夫、鲍罗丁、居伊、穆索尔斯基和里姆斯基-科萨科夫在业余时间创作，1862年他们五人都是年轻人，其中最年轻的里姆斯基-科萨科夫只有18岁，最年长的鲍罗丁28岁。五人基本上都是自学成才，摒弃保守和“常规”的音乐技巧。在斯塔索夫写了一篇关于他们音乐的评论后，他们被称为库奇卡（俄语：кучка），不同的译名包括“五人组”、“俄国五人组”和“强力集团”。斯塔索夫写道：“愿上帝保佑，（让观众永远记住）俄罗斯音乐家中人数不多但已经很强大的могучая кучка所拥有的诗意、感情、才华和能力。”“могучая кучка”一词的字面意思是“强大的一小堆人”，虽然斯塔索夫在印刷品中笼统地称他们为“新俄罗斯学派”，这个词却一直沿用下来。
这批人的目的是沿着格林卡的足迹，创建独立的俄罗斯音乐流派。他们要努力追求“民族特色”，倾向于“东方”（他们指近东）的旋律，并偏重于标题音乐而非绝对音乐——换句话说，交响诗及相关音乐而非交響曲、协奏曲和室内乐。为创造这种俄罗斯古典音乐风格，斯塔索夫写道，这群人融入了四个特点。首先是拒绝学术主义和固定的西方作曲形式。第二是在俄罗斯帝国内部融入东方民族的音乐元素；这种品质后来被称为音乐东方主义。第三是进步的、反学术的音乐方式。第四是融入与民间音乐有关的创作手段。这四点使强力集团在世界作曲阵营中与同时代的作曲家区别开来。

### 鲁宾斯坦与圣彼得堡音乐学院

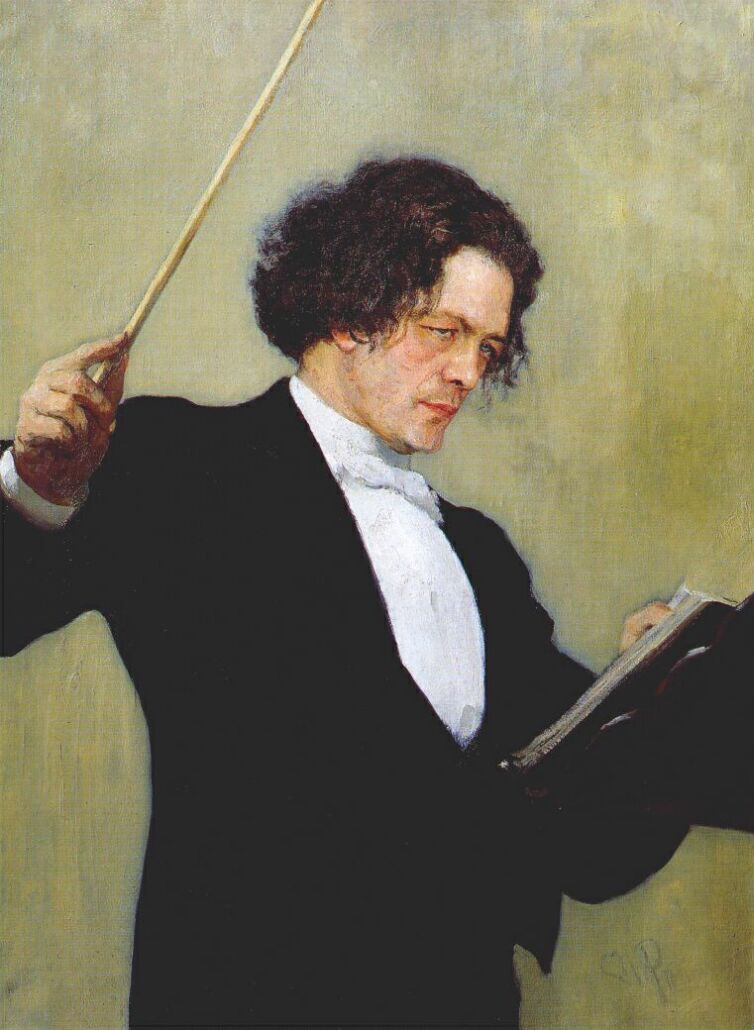
安东·鲁宾斯坦在指挥台上，伊利亚·列宾绘

安东·鲁宾斯坦是俄国著名的钢琴家，他在1858年回到俄国之前，曾在西欧和中欧生活、演出和创作。他认为，与巴黎、柏林和莱比锡（他曾拜访过这些地方的音乐学院）相比，俄国是一片音乐荒漠。在那些地方，音乐生活蓬勃发展；作曲家受到高度重视，音乐家全心全意地投入到他们的艺术中去。怀着对俄罗斯的类似理想，他在1858年回国前几年就萌生在俄罗斯建立音乐学院的想法，并最终引起有影响力的人的兴趣，帮助他实现这个想法。
鲁宾斯坦的第一步是在1859年成立俄国音乐协会（RMS）。它的目标是对人们进行音乐教育，培养他们的音乐品味，发展他们在这方面的才能。俄国音乐协会行动的首要任务是向公众展示本土作曲家的音乐。除了相当数量的西欧音乐外，在鲁宾斯坦的指挥下，RMS还首演了穆索尔斯基和居伊的作品。在协会首演音乐会后的几周，鲁宾斯坦开始组织音乐班，对所有人开放。对这些课程的兴趣越来越大，直到1862年鲁宾斯坦成立圣彼得堡音乐学院。
音乐学家弗朗西斯·梅斯认为，鲁宾斯坦不能被指责为缺乏艺术操守。他为俄国音乐生活的变革和进步而奋斗。只不过他的音乐品味是保守的——从海顿、莫扎特、贝多芬到早期浪漫主义，直至肖邦。李斯特和瓦格纳不在其列。他也不欢迎许多当时关于音乐的新思想，包括民族主义在古典音乐中的作用。对鲁宾斯坦来说，民族音乐只存在于民歌和民间舞蹈中。在大型作品中没有民族音乐的位置，尤其是在歌剧中。鲁宾斯坦对攻击事件的公开反应就是没有反应。他的课程和音乐会都有很多人参加，所以他觉得其实没有必要回应。他甚至禁止他的学生加入任何阵营。

## 与强力集团
当强力集团在报刊上继续攻击鲁宾斯坦时，柴可夫斯基发现自己和他的前老师一样，几乎成了众矢之的。居伊在评论柴可夫斯基的毕业作品康塔塔时，痛斥这位作曲家“完全是软弱无力的……如果他有任何天赋的话……一定会在作品的某个时刻挣脱音乐学院强加的枷锁”。这篇评论对柴可夫斯基这位敏感的作曲家的影响是毁灭性的。最终，随着柴可夫斯基开始与巴拉基列夫，并最终与该小组的其他四位作曲家友好相处，一种不稳定的休战关系得以发展。巴拉基列夫和柴可夫斯基之间的工作关系导致了《罗密欧与朱丽叶》。五人组对这部作品的认可，又进一步热衷于柴可夫斯基的第二交响曲。这部交响曲因使用乌克兰民歌而被副标题为“小俄罗斯”（小俄罗斯是当时对现在的乌克兰的称呼），在最初的版本中也使用了一些与强力集团作品中类似的作曲手法。斯塔索夫向柴可夫斯基提出莎士比亚《暴风雨》的主题，柴可夫斯基以此为题材写了一首交响诗。时隔数年后，巴拉基列夫重新进入柴可夫斯基的创作生活；结果是柴可夫斯基的《曼弗雷德》交响曲，该曲是按照斯塔索夫最初撰写的、由巴拉基列夫提供的、来自拜伦勋爵的标题创作的。但总的来说，柴可夫斯基继续走独立的创作道路，在他那些民族主义的同龄人和传统主义者之间走了一条中间路线。

### 巴拉基列夫

#### 初次通信

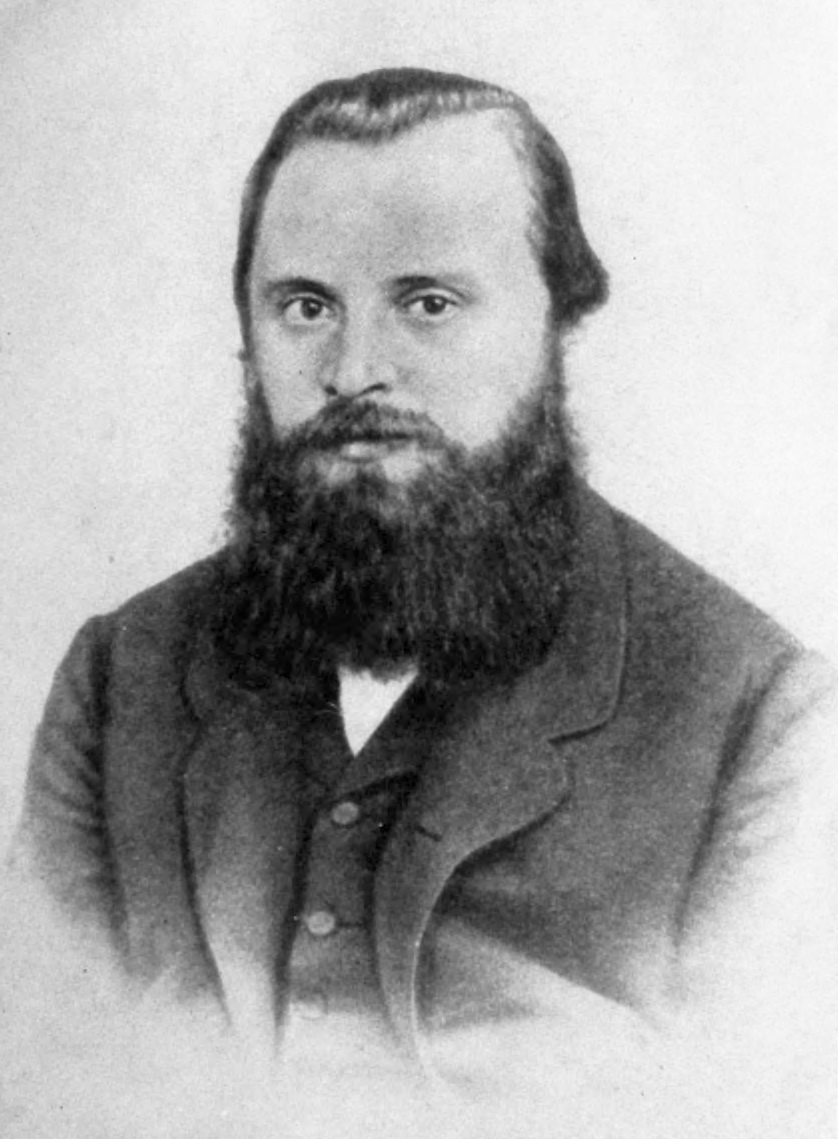
年轻的米利·巴拉基列夫

1867年，鲁宾斯坦把音乐学院的指挥权交给扎连巴。同年晚些时候，他辞去俄罗斯音乐协会管弦乐团的指挥职务，由巴拉基列夫接任。柴可夫斯基已经答应将他的歌剧《总督》中的《特征舞蹈》（当时叫《干草少女的舞蹈》）交给协会。柴可夫斯基在提交手稿时（也许是考虑到居伊对他的康塔塔的评论），给巴拉基列夫写了一张纸条，最后请求他说一句鼓励的话，如果《舞曲》无法演出。
这时，强力集团作为一个单位正在分散。穆索尔斯基和里姆斯基-科萨科夫想摆脱巴拉基列夫的影响，他们觉得巴拉基列夫的影响让他们感到窒息，他们作为作曲家要走自己的路。巴拉基列夫可能已经察觉到柴可夫斯基是潜在的新弟子。他在从圣彼得堡发来的回信中解释说，虽然他更喜欢当面发表自己的意见，而且要长篇大论地说明自己的观点，但他的回信是“完全坦率的”，他还巧妙地补充说，他觉得柴可夫斯基是“完全成熟的艺术家”，他期待着在即将到来的莫斯科之行中与他讨论这首曲子。
这些信件为柴可夫斯基与巴拉基列夫在接下来两年的关系奠定了基调。这一时期结束时，也就是1869年，柴可夫斯基已经是一位28岁的莫斯科音乐学院教授。在创作了第一交响曲和一部歌剧之后，他接下来又创作了一部交响诗《命运》。当尼古拉·鲁宾斯坦在莫斯科指挥时，柴可夫斯基最初对这首曲子很满意，于是将它献给巴拉基列夫，并寄给他在圣彼得堡指挥。《命运》在那里只受到冷淡的欢迎。巴拉基列夫给柴可夫斯基写了一封详细的信，信中解释他认为的《命运》的缺陷，但也给予了一些鼓励。他还说，他认为把乐曲献给他是“对我来说是珍贵的，是你对我的同情——我对你感到非常的软弱”。柴可夫斯基过于自我批评，没有看到这些评论背后的真相。他接受了巴拉基列夫的批评，两人继续通信。柴可夫斯基后来销毁了《命运》的乐谱。（乐谱在后世利用管弦乐部分重建。）

#### 创作《罗密欧与朱丽叶》

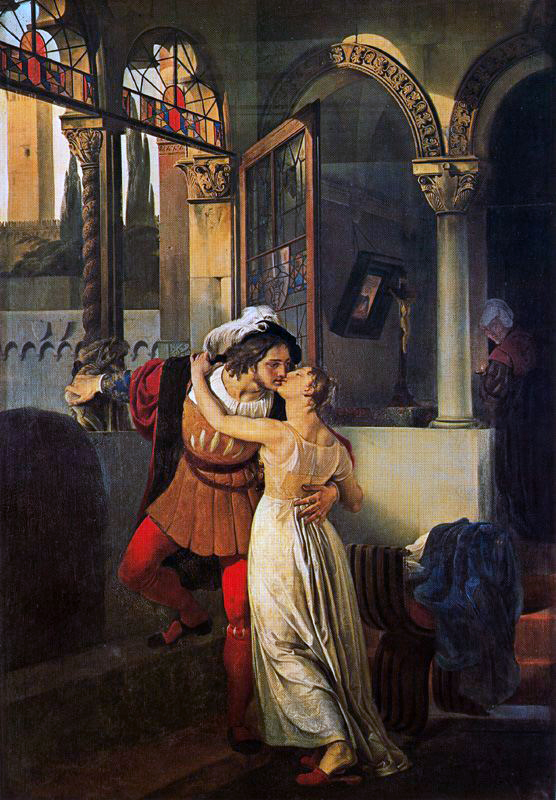
巴拉基列夫在创作《罗密欧与朱丽叶》中起到重要作用。弗朗西斯科·哈耶兹的同名画作

巴拉基列夫的专制使他和柴可夫斯基之间的关系紧张，但两人仍然欣赏对方的能力。尽管他们之间有摩擦，但事实证明，巴拉基列夫是唯一能说服柴可夫斯基多次重写一部作品的人，就像他写《罗密欧与朱丽叶》一样。在巴拉基列夫的建议下，柴可夫斯基以巴拉基列夫的《李尔王》为基础，仿照贝多芬的音乐会序曲，用奏鸣曲式创作了这部悲剧性的序曲。柴可夫斯基的想法是将情节简化为一个中心冲突，用奏鸣曲式的二段体在音乐上表现出来。然而，这一情节在我们今天所熟知的音乐中的执行，是经过两次激进的修改才实现的。巴拉基列夫丢弃了柴可夫斯基寄给他的许多早期草稿，随着两人之间建议的纷纷扬扬，这首曲子不断地在莫斯科和圣彼得堡之间传递。
1870年3月16日，柴可夫斯基允许尼古拉·鲁宾斯坦首演第一个版本，此前作曲家只采纳了巴拉基列夫的一些建议。首演是一场灾难。柴可夫斯基被拒绝后，对巴拉基列夫的严苛要求深以为然。他强迫自己超越自己的音乐训练，把许多音乐重新写成我们今天所知道的形式。《罗密欧》给柴可夫斯基带来他在国内和国际上的第一次赞誉，成为库奇卡无条件称赞的作品。当听到《罗密欧》的爱情主题时，斯塔索夫对集团说：“原来你们有五个人，现在有六个人了。”五人对《罗密欧》的热情如此之高，以至于在他们的聚会上，巴拉基列夫总是被要求用钢琴弹一遍，他后来因此能够凭记忆演奏这部作品。
一些评论家，其中包括柴可夫斯基传记作者劳伦斯和伊丽莎白·汉森，他们想知道，如果柴可夫斯基在1862年加入巴拉基列夫，而不是在音乐学院学习，会发生什么。他们认为柴可夫斯基作为独立的作曲家可能会发展得更快，并提出柴可夫斯基直到巴拉基列夫鼓励和启发他创作《罗密欧》才写出他的第一部完全独立的作品的事实作为证明。柴可夫斯基在长期中可能有多大程度的发展是另一个问题。他的音乐能力，包括他的配器法技巧，很大程度上要归功于他在音乐学院所习得的对位、和声和乐理的全面基础。如果没有这些基础，柴可夫斯基可能无法写出他那些最伟大的作品。

### 里姆斯基-科萨科夫
1871年，尼古拉·扎连巴辞去圣彼得堡音乐学院院长的职务。他的继任者米哈伊尔·阿赞切夫斯基在音乐上的思想更为进步，希望有新的血液来充实音乐学院的教学工作。他给里姆斯基-科萨科夫提供了实用作曲和器乐（配器法）的教授职位，以及管弦乐团班的领导权。曾极力反对学术主义的巴拉基列夫鼓励他担任这个职务，认为在敌人阵营中拥有自己的人也许是有用的。

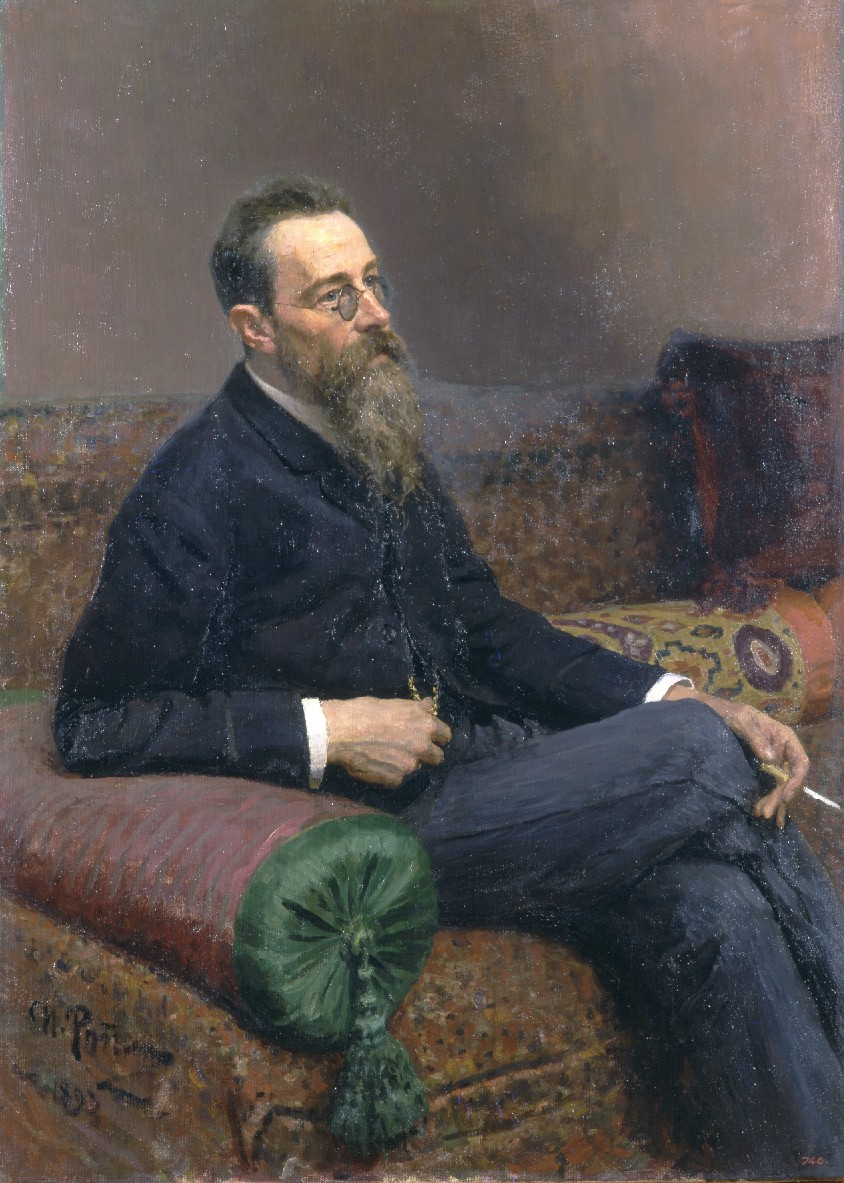
里姆斯基-科萨科夫画像，伊利亚·列宾绘

然而，到他被任命时，里姆斯基-科萨科夫已经痛苦地意识到自己作为作曲家的技术缺陷；他后来写道：“我是个学徒，什么都不懂。”此外，他在完成歌剧《普斯科夫的女仆》后就陷入创作的死胡同，他意识到发展扎实的音乐技巧是他继续创作的唯一途径。他向柴可夫斯基寻求建议和指导。当里姆斯基-科萨科夫改变对音乐教育的态度，开始自己的私下强化学习时，他的民族主义者指责他为创作赋格曲和奏鸣曲而抛弃了自己的俄罗斯传统。柴可夫斯基继续在道义上支持他。他对里姆斯基-科萨科夫说，他完全赞赏他的所作所为，并钦佩他在艺术上的谦逊和人格力量。
在里姆斯基-科萨科夫去音乐学院之前，1868年3月，柴可夫斯基为他的《塞尔维亚主题幻想曲》写了一篇评论。在讨论这部作品时，柴可夫斯基把它与第一交响曲作比较（当时他只听过这两部里姆斯基-科萨科夫的作品），提到“它那迷人的配器……它的结构新颖，最重要的是……它那纯俄罗斯式的和声转折的新鲜感……立刻（显示）里姆斯基-科萨科夫先生是了不起的交响乐天才。”柴可夫斯基为在巴拉基列夫圈子里找到好感，调整他评论的措辞，并达到了他的目的。他在下个月到圣彼得堡的巴拉基列夫家拜访时，见到了强力集团的其他成员。会议很顺利。里姆斯基-科萨科夫后来写道：
作为音乐学院的产物，柴可夫斯基在我们的圈子里即使没有被不屑地看待，也是相当被轻视的，而且，由于他不在圣彼得堡，私交是不可能的……事实证明，（柴可夫斯基）是一个讨人喜欢的、富有同情心的人，他懂得如何做到举止朴素，说话总是带着明显的诚意和诚恳。我们第一次见面的那天晚上，（柴可夫斯基）应巴拉基列夫的要求，为我们演奏了他的g小调交响曲（柴可夫斯基的第一交响曲）的第一乐章；事实证明，这首曲子很合我们的胃口；我们以前对他的看法发生变化，产生更多的同情，尽管柴可夫斯基的音乐学院训练仍然在他和我们之间构成相当大的障碍。
里姆斯基-科萨科夫还说，“在接下来的几年里，当访问圣彼得堡时，（柴可夫斯基）通常会来到巴拉基列夫家，我们也会去看他”。然而，尽管柴可夫斯基可能同时希望得到强力集团和传统派的接受，但他需要莫斯科提供的独立，以找到自己的方向，远离两派。尤其是里姆斯基-科萨科夫曾说柴可夫斯基在音乐学院的训练有“相当大的障碍”，安东·鲁宾斯坦也认为柴可夫斯基离西方大师的榜样太远。柴可夫斯基准备接受新的态度和风格的滋养，以便他作为作曲家继续成长，他的弟弟莫杰斯特写道，他对强力集团的一些作品中的“力量和活力”印象深刻。然而，他过于平衡，不可能完全拒绝扎连巴和鲁宾斯坦所珍视的音乐和价值观中的精华。在他的弟弟莫杰斯特看来，柴可夫斯基与圣彼得堡集团的关系就像“两个友好邻邦之间的关系……谨慎地准备在共同的基础上会晤，但又嫉妒地守护着各自的利益”。

### 斯塔索夫与《小俄罗斯》交响曲

弗拉基米尔·斯塔索夫画像，伊利亚·列宾绘

1873年1月7日，柴可夫斯基在圣彼得堡里姆斯基-科萨科夫家的聚会上演奏了他的第二交响曲《小俄罗斯》的终曲，之后正式首演了整部作品。他在给弟弟莫杰斯特的信中写道：“全团人的狂喜几乎要把我撕碎——里姆斯卡娅-科萨科娃夫人哭着求我让她将这部作品改编为钢琴二重奏。”里姆斯卡娅-科萨科娃是一位知名钢琴家、作曲家和编曲家，她曾转录库奇卡其他成员以及她丈夫的作品和柴可夫斯基的《罗密欧与朱丽叶》。鲍罗丁当时也在场，他本人可能也赞赏这部作品。弗拉基米尔·斯塔索夫也在场，他被他听到的东西所打动，问柴可夫斯基下一步会考虑写什么，并很快影响柴可夫斯基写出交响诗《暴风雨》。
库奇卡赞赏《小俄罗斯》的原因，并不仅仅在于柴可夫斯基用乌克兰民歌作为旋律素材，而是他如何让俄罗斯民歌的独特性决定交响乐的形式，尤其是在外乐章中。这也是库奇卡集体和个人努力的目标。柴可夫斯基由于有音乐学院的基础，比他的库奇卡同行们能更长久、更有凝聚力地维持这样的发展。（虽然这种比较似乎不公平，但柴可夫斯基权威大卫·布朗指出，由于他们身处的时代近似，如果穆索尔斯基拥有与柴可夫斯基相当的学术训练，他的《展覽會之畫》中的《基辅大门》大概会和《小俄罗斯》的终曲使用类似的创作技法。）

### 柴可夫斯基对强力集团私下的顾虑
强力集团是柴可夫斯基与他的恩人娜杰日达·冯·梅克讨论的无数主题之一。1878年1月，当他给冯·梅克夫人写信谈及强力集团成员时，他已与他们的音乐世界和理想渐行渐远。而且，强力集团最辉煌的时代早已过去。尽管在歌剧和歌曲的创作上付出相当大的努力，但居伊作为评论家的名气已经大过作曲家，甚至他已无暇同时顾及在评论方面的努力和他作为军队工程师与防御工事专家的事业。巴拉基列夫完全退出音乐界，穆索尔斯基在酗酒中越陷越深，化学教授鲍罗丁的创作活动也越发退居其次。

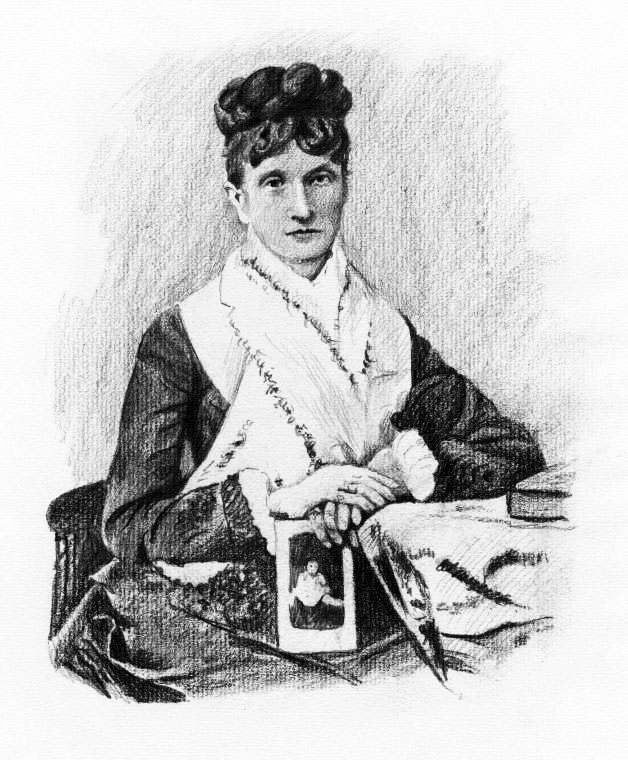
娜杰日达·冯·梅克，柴可夫斯基在1877年至1890年期间的资助人和知己

只有里姆斯基-科萨科夫还在积极从事专职音乐事业，他受到越来越多的民族同胞的抨击，原因和柴可夫斯基差不多。和柴可夫斯基一样，里姆斯基-科萨科夫也发现，要想使自己的艺术成长继续不受影响，就必须学习和掌握西方古典音乐的形式和技巧。鲍罗丁称其为“判教”，他还说：“目前许多人都为科萨科夫回头投入到古代音乐的研究中去而感到悲哀。我对此并不哀叹。这是可以理解的……”穆索尔斯基则更严厉：“强大的库奇卡已经堕落成没有灵魂的叛徒。”
柴可夫斯基对强力集团的每一篇分析都不留情面。虽然他的观察至少有一些可能显得歪曲和偏见，但他也提到一些清晰而真实的细节。他对里姆斯基-科萨科夫创作危机的诊断是非常准确的。他还称穆索尔斯基是五人中最有音乐天赋的人，尽管柴可夫斯基无法欣赏穆索尔斯基的独创性所采取的形式。尽管如此，他严重低估了鲍罗丁的技巧，对巴拉基列夫的评价也与事实相去甚远——鉴于巴拉基列夫在构思和塑造《罗密欧与朱丽叶》方面的帮助，这就更能说明问题。
柴可夫斯基在给娜杰日达·冯·梅克的信中说，库奇卡所有人都很有天赋，但也被自负和“纯粹的二流子式的对自己优越地位的自信”“感染到了骨子里”。他详细介绍了里姆斯基-科萨科夫关于音乐训练的顿悟和回转，以及他为自己补救这种情况所做的努力。然后，柴可夫斯基称居伊是“半吊子天才”，他的音乐“没有独创性，但很聪明，很优雅”；鲍罗丁“有天赋，甚至是很强的天赋，但由于忽视而消亡了……他的技巧是如此薄弱，以至于如果没有外界的帮助，他无法写出一句（音乐）”；穆索尔斯基是“无望的案例”，他的天赋高人一等，但“心胸狭窄，没有任何自我完善的冲动”；巴拉基列夫具有“巨大天赋”，但也“害人不浅”，他是“这个奇怪群体的所有理论的总发明者”。

### 巴拉基列夫回归
柴可夫斯基在1880年完成对《罗密欧与朱丽叶》的最后修改，他觉得送一份乐谱给巴拉基列夫是一种礼貌。然而，19世纪70年代初，巴拉基列夫已经退出乐坛，柴可夫斯基也与他失去联系。他请出版商V. 贝塞尔公司转交给巴拉基列夫一份。一年后，巴拉基列夫回信。巴拉基列夫在信中对柴可夫斯基提供的乐谱表示极大的感谢，并提出“你会处理得非常好的交响乐的标题”，这是根据拜伦勋爵的《曼弗雷德》创作的交响乐的详细计划。该计划最初由斯塔索夫于1868年为埃克托·柏辽兹起草，作为该作曲家《哈罗尔德在意大利》的续篇，此后该计划一直由巴拉基列夫负责。

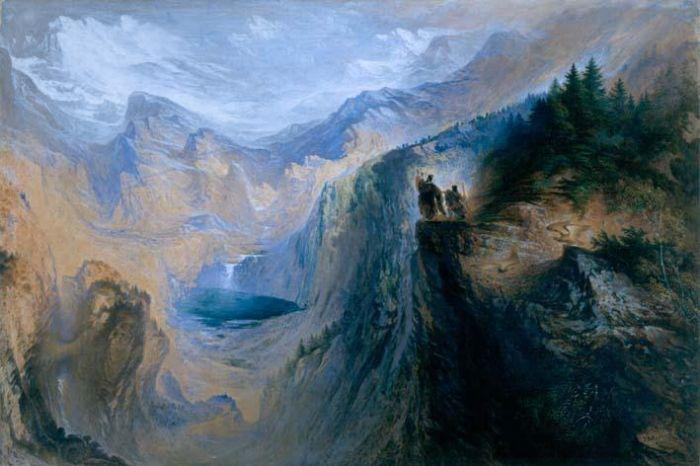
《曼弗雷德在少女峰上》（1837年），约翰·马丁 (画家)绘

柴可夫斯基一开始拒绝这个项目，说他对这个主题提不起兴趣。巴拉基列夫坚持要做，叮嘱说：“当然，你必须‘努力’，采取更多的自我批评的方法，不要急于求成。”两年后，柴可夫斯基在瑞士阿尔卑斯山照顾朋友约瑟夫·科特克时，在作品所描述的环境中重新阅读《曼弗雷德》，他的想法发生了改变。回家后，柴可夫斯基修改了巴拉基列夫根据斯塔索夫的方案所做的草稿，开始绘制第一乐章的草图。
《曼弗雷德》交响曲花费柴可夫斯基许多的时间、精力和反思，比他以后创作的任何作品都要多，包括《悲怆》交响曲。这部作品也成为他到那时为止所写的最长、最复杂的作品，虽然由于标题的原因，它明显地欠柏辽兹的人情，但柴可夫斯基仍然能够把《曼弗雷德》主题变成自己的原创。1885年9月下旬，在七个月的紧张努力接近尾声时，他给巴拉基列夫写道：“相信我，在我的一生中，从来没有如此长时间的辛勤劳动，也没有在自己的努力后感到如此枯竭。这部交响曲是按照您的程序写成四个乐章的，尽管——请原谅——尽管我很想保留您所建议的所有调性和调式，但我无法这样做……当然，这部作品是献给您的。”
完成交响曲后，柴可夫斯基不愿意再容忍巴拉基列夫的干涉，于是断绝了一切联系；他对他的出版商P·于尔根松说，他认为巴拉基列夫是个“疯子”。柴可夫斯基和巴拉基列夫在这次决裂后只交换了几封正式的、并不太友好的信件。

## 别利亚耶夫圈子

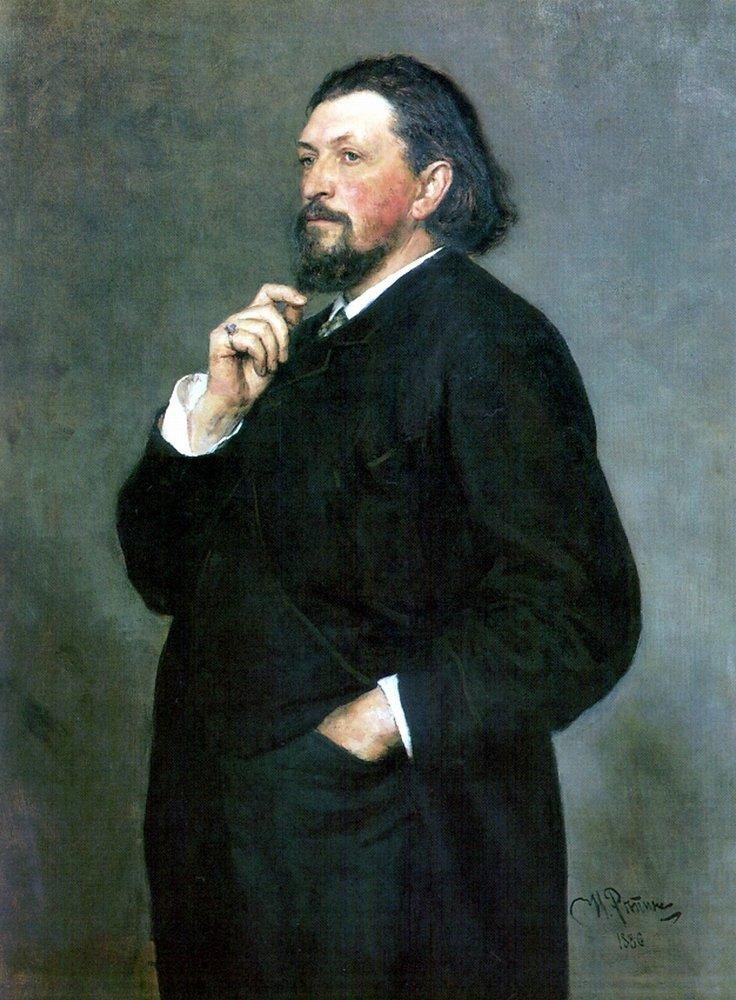
米特罗凡·别利亚耶夫画像，伊利亚·列宾绘

1887年11月，柴可夫斯基及时赶到圣彼得堡，聆听了几场俄罗斯交响音乐会，其中一场是他的第一交响曲最后版本的首次完整演出，另一场是里姆斯基-科萨科夫的第三交响曲修订版的首演。在这次访问之前，他花了很多时间与里姆斯基-科萨科夫和他周围的人保持联系。里姆斯基-科萨科夫、亚历山大·格拉祖诺夫、阿纳托利·利亚多夫和其他几位具有民族主义思想的作曲家和音乐家一起，组成叫做别利亚耶夫圈子的团体。这个团体是以木材商人米特罗凡·别利亚耶夫的名字命名的，他是一位业余音乐家，对格拉祖诺夫的作品感兴趣后，成为一位有影响力的音乐赞助人和出版商。在柴可夫斯基访问期间，他花了很多时间与这些人相处，他与强力集团之间有些错综复杂的关系将与别利亚耶夫圈子融为一体，变得更加和谐。这种关系一直持续到他1893年底去世。
强力集团早已解散，穆索尔斯基于1881年去世，鲍罗丁于1887年去世。居伊继续给柴可夫斯基的音乐写负面评论，但被作曲家视为只是有点烦人的批评。巴拉基列夫与世隔绝，被限制在音乐的边缘。只有里姆斯基-科萨科夫作为作曲家仍然完全活跃。
柴可夫斯基与格列祖诺夫、利亚多夫和里姆斯基-科萨科夫的友谊，使他对自己作为作曲家的能力更有信心，同时也愿意让自己的音乐作品与同时代的作品相提并论。1889年1月，柴可夫斯基在别利亚耶夫的音乐会上再次得到很好的表现后，写信给冯·梅克说，他“一直试图把自己置于各方‘之外’，并以各种可能的方式表明，我热爱和尊重音乐界每一位可敬的、有天赋的公众人物，无论他的倾向如何”，他认为自己“受宠若惊地出现在音乐会的舞台上”，与别利亚耶夫圈子里的作曲家同台演出。这是对他全心全意准备让人们听到他和这些作曲家的音乐的承认，并以一种含蓄的自信的语气表示，毫无恐惧。

## 遗产
强力集团最初对柴可夫斯基的敌意，因柴可夫斯基与巴拉基列夫和里姆斯基-科萨科夫关系的改善而有所缓解。后者实质上接受了以音乐学院为基础的世界主义方法，与纯粹的俄罗斯民族主义不同。强力集团作为一个单位分散了，但被围绕着里姆斯基-科萨科夫成长起来的年轻作曲家的别利亚耶夫圈子所取代。这个群体虽然以里姆斯基-科萨科夫和巴拉基列夫开创的民族主义风格创作，但对柴可夫斯基的音乐所代表的西方作曲实践却更为包容。里姆斯基-科萨科夫关于这种倾向写道：
此时（约1892年），人们开始明显地对巴拉基列夫时期的“强力集团”的记忆产生了相当大的冷却，甚至有些敌视的态度。相反，对柴可夫斯基的崇拜和折衷主義的倾向更加强烈。人们也不能不注意到（当时在我们这个圈子里兴起的）对假发和鲸骨圆环裙时代（即十八世纪）的意大利-法国音乐的偏爱，这些音乐是柴可夫斯基在他的《黑桃皇后》和《约兰塔》中引入的。这时在别利亚耶夫的圈子里已经积累相当多的新元素和年轻血液。新的时代，新的鸟儿，新的歌曲。
受此影响，再加上受里姆斯基-科萨科夫的学术训练，这些作曲家在音乐中结合强力集团和柴可夫斯基的最佳作曲技巧，尤其是安东·阿连斯基和格拉祖诺夫。然而，这个群体中的作曲家们经常会回到两个来源——从强力集团流传下来的音乐陈词滥调和方式，以及在音乐学院学到的学术作曲技巧。此外，在许多里姆斯基-科萨科夫和格拉祖诺夫的作品中，折衷主义倾向于盖过民族原创性。尽管如此，别利亚耶夫圈子一直影响到20世纪俄罗斯音乐的发展。

### 书目
- Bergamini, John, The Tragic Dynasty: A History of the Romanovs (New York: G.P. Putnam's Sons, 1969). LCCN 68-15498.
- Brown, David, "Balakirev, Tchaikovsky and Nationalism" Music and Letters (Oxford: Oxford University Press, 1961) 42: 227–241.
- Brown, David, Musorgsky: His Life and Music (Oxford and New York: Oxford University Press, 2002). ISBN 0-19-816587-0.
- Brown, David, Tchaikovsky: The Early Years, 1840–1874 (New York: W.W. Norton & Company, 1978). ISBN 0-393-07535-4.
- Brown, David, Tchaikovsky: The Crisis Years, 1874–1878, (New York: W.W. Norton & Company, 1983). ISBN 0-393-01707-9.
- Brown, David, Tchaikovsky: The Years of Wandering, 1878–1885, (New York: W.W. Norton & Company, 1986). ISBN 0-393-02311-7.
- Brown, David, Tchaikovsky: The Final Years, 1885–1893 (New York: W.W. Norton & Company, 1991). ISBN 0-393-03099-7.
- Brown, David, Tchaikovsky: The Man and His Music (New York: Pegasus Books, 2007). ISBN 0-571-23194-2.
- Brown, Malcolm Hamrick, "Rimskaya-Korsakova, Nadezhda". In The Norton/Grove Dictionary of Women Composers (New York and London: W.W. Norton & Company, 1995), ed. Julie Anne Sadie and Rhian Samuel. ISBN 0-393-03487-9.
- Campbell, James Stuart, "Glinka, Mikhail Ivanovich". In The New Grove Dictionary of Music and Musicians, Second Edition (London: Macmillan, 2001), 29 vols., ed. Stanley Sadie. ISBN 0-333-60800-3.
- Fay, Laurel, Shostakovich: A Life (Oxford and New York: Oxford University Press, 2000). ISBN 0-19-518251-0.
- Figes, Orlando, Natasha's Dance: A Cultural History of Russia (New York: Metropolitan Books, 2002). ISBN 0-8050-5783-8 (hc.).
- Frolova-Walker, Marina, "Russian Federation". In The New Grove Dictionary of Music and Musicians, Second Edition (London: Macmillan, 2001), 29 vols., ed. Stanley Sadie. ISBN 0-333-60800-3.
- Garden, Edward, "Five, the [Moguchaya kuchka; Mighty Handful]". In The New Grove Dictionary of Music and Musicians, Second Edition (London: Macmillan, 2001), 29 vols., ed. Stanley Sadie. ISBN 0-333-60800-3.
- Hanson, Lawrence and Hanson, Elisabeth, Tchaikovsky: The Man Behind the Music (New York: Dodd, Mead & Company). Library of Congress Card Catalog No. 66-13606.
- Holden, Anthony, Tchaikovsky: A Biography (New York: Random House, 1995). ISBN 0-679-42006-1.
- Hosking, Geoffrey, Russia and the Russians: A History (Cambridge, Massachusetts: The Belknap Press of Harvard University Press, 2001). ISBN 0-674-00473-6.
- Kovnaskaya, Lyudmilla, "St Petersburg." In The New Grove Dictionary of Music and Musicians, Second Edition (London, Macmillan, 2001), 29 vols., ed. Stanley Sadie. ISBN 0-333-60800-3.
- Maes, Francis, tr. Arnold J. Pomerans and Erica Pomerans, A History of Russian Music: From Kamarinskaya to Babi Yar (Berkeley, Los Angeles and London: University of California Press, 2002). ISBN 0-520-21815-9.
- Norris, Geoffrey and Lyle Neff, "Cui, César [Kyui, Tsezar Antonovich]". In The New Grove Dictionary of Music and Musicians, Second Edition (London: Macmillan, 2001), 29 vols., ed. Stanley Sadie. ISBN 0-333-60800-3.
- Poznansky, Alexander Tchaikovsky: The Quest for the Inner Man (New York: Schirmer Books, 1991). ISBN 0-02-871885-2.
- Rimsky-Korsakov, Nikolai, Letoppis Moyey Muzykalnoy Zhizni (Saint Petersburg, 1909), published in English as My Musical Life (New York: Knopf, 1925, 3rd ed. 1942). ISBN n/a.
- Schwarz, Boris, "Glazunov, Alexander Konstantinovich". In The New Grove Dictionary of Music and Musicians (London: Macmillan, 1980), 20 vols., ed. Stanley Sadie. ISBN 0-333-23111-2.
- Taruskin, Richard, "Glinka, Mikhail Ivanovich," "Life for the Tsar, A," "Ruslan and Lyudmila" and "Russia" The New Grove Dictionary of Opera (London and New York: Macmillan, 1992), 4 vols, ed. Sadie, Stanley. ISBN 0-333-48552-1.
- Taylor, Philip S., Anton Rubinstein: A Life in Music (Bloomington and Indianapolis: Indiana University Press, 2007). ISBN 0-253-34871-4.
- Volkov, Solomon, tr. Bouis, Antonina W., St. Petersburg: A Cultural History (New York: The Free Press, a division of Simon & Schuster, Inc., 1995). ISBN 0-02-874052-1.
- Warrack, John, Tchaikovsky (New York: Charles Scribner's Sons, 1973). ISBN 0-241-12699-1.
- Weinstock, Herbert, Tchaikovsky (New York: Alfred A. Knopf, 1944) ISBN n/a.
- Wilson, Elizabeth, Shostakovich: A Life Remembered, Second Edition (Princeton, New Jersey: Princeton University Press, 1994, 2006). ISBN 0-691-12886-3.
- Zemtsovsky, Izaly, "Russian Federation, II: Russian traditional music." In The New Grove Dictionary of Music and Musicians, Second Edition (London, Macmillan, 2001), 29 vols., ed. Stanley Sadie. ISBN 0-333-60800-3.